# Novios para las muchachas
Novios para las muchachas es una película argentina cómica de 1941 dirigida por Antonio Momplet. Fue escrita por René Garzón y basada en la obra de teatro Las de Caín, de Joaquín Álvarez Quintero y Serafín Álvarez Quintero. Es protagonizada por Tito Lusiardo, Amelia Bence, Felisa Mary y Nélida Bilbao. La película, en blanco y negro, se estrenó el 29 de enero de 1941.

## Sinopsis
Cuatro muchachas jóvenes buscan novio para casarse.

## Reparto
- Tito Lusiardo
- Amelia Bence
- Felisa Mary
- Nélida Bilbao
- Paquita Vehil
- Silvana Roth
- Lea Conti
- Pablo Palitos
- Homero Cárpena
- Raimundo Pastore
- Adrián Cúneo
- Julio Scarcella
- Cirilo Etulain
- Pablo Cumo
- Ramón Garay
- Agustín Barrios
- Joaquín Petrosino
- Fausto Fornoni
- Eliseo Herrero
- Aníbal Di Salvo ... Extra

## Recepción
Para los críticos Raúl Manrupe y María Alejandra Portela opinan que es “una comedia leve, con música que ha perdido eficacia, pero cuidadosamente realizada para el standard vigente entonces”.

## Premio
La Academia de Artes y Ciencias Cinematográficas de la Argentina le otorgó el Premio Cóndor Académico a la Mejor partitura musical de 1941 a la música de Jean Gilbert.	